# Pistacija
Pistácija ali rujevína (znanstveno ime Pistacia vera) je majhno drevo, ki zraste vse do 10 metrov visoko. Doma je v jugozahodni Aziji in ima 10 do 20 centimetrov dolge liste.
Drevesa so dvodomna. Oreški (ne pravi botanični orešek) so koščičast plod, ki vsebujejo semena. So trdi in belkasti. Imajo zelo karakterističen vonj in okus. Ko se sadež odpre, se razdeli podobno kot oreh, na dva dela. Odpre se z določenim zvokom. Legenda pravi, da če zaljubljenci stojijo pod drevesom in poslušajo odpiranje oreškov, prinaša srečo.
Pistacija je bila del človeške prehrane že od poznega paleolitika. Jedro se poje celo, pa naj bo plod svež, pražen ali soljen. Pistacija se uporablja v sladoledu, baklavah in ostalih sladicah. Iran je država, kjer so nasadi pistacije zelo bogati. Od tam ga je Rimsko cesarstvo prineslo v naše mediteranske kraje in kasneje v Avstralijo in Kalifornijo. Pistacija je najverjetneje dobila ime po perzijskem posojevalcu, katerega ime je bilo Pesteh.
Lupina plodu pistacije je naravno bež barve, vendar se včasih za komercialne namene obarva v rdeče. V preteklosti so jih barvali, da bi skrili madeže obiralcev. Danes večino pistacij naberejo stroji, tako da lupine ostanejo cele in čiste. Nekateri kupci pa še vedno zahtevajo rdeče, ročno nabrane oreške. Drevesa so posajena v sadovnjakih in so po navadi obrezana do določene velikosti, zaradi lažjega obiranja. Eno moško drevo ustvari dovolj semen, ki zadostuje osmim do dvanajstim ženskim drevesom. Ženska drevesa cvetijo od 3 do 4 tedne, moška drevesa pa proizvajajo semena nekaj tednov. Semena na ženska drevesa raznaša veter.
Pistacija je zelo hranljiva, kajti vsebuje 20 % beljakovin, 50 % mastnega olja, 20 % ogljikovih hidratov, 2 % vlaknin, kalij, kalcij, magnezij in železo. 100 g nam daje 600 kalorij.